# Dangerous (Cascada)
Dangerous is de derde single van het derde studioalbum Evacuate the Dancefloor van Cascada. Het is de opvolger van Fever dat tot de 24 plaats kwam in de Nederlandse Top 40.
Het nummer werd verkozen tot dancesmash op Radio 538.

## Hitnotering
| "Dangerous" in de Nederlandse Single Top 100 - binnen: 13-03-2010 | "Dangerous" in de Nederlandse Single Top 100 - binnen: 13-03-2010 | "Dangerous" in de Nederlandse Single Top 100 - binnen: 13-03-2010 | "Dangerous" in de Nederlandse Single Top 100 - binnen: 13-03-2010 | "Dangerous" in de Nederlandse Single Top 100 - binnen: 13-03-2010 |
| Week                                                              | 1                                                                 | 2                                                                 | 3                                                                 |                                                                   |
| ----------------------------------------------------------------- | ----------------------------------------------------------------- | ----------------------------------------------------------------- | ----------------------------------------------------------------- | ----------------------------------------------------------------- |
| Nummer                                                            | 100                                                               | 100                                                               | 99                                                                | uit                                                               |